# 1365 Henyey
Az 1365 Henyey (ideiglenes jelöléssel 1928 RK) a Naprendszer kisbolygóövében található aszteroida. Max Wolf fedezte fel 1928. szeptember 9-én, Heidelbergben.